# Gare de Mennetou-sur-Cher
La gare de Mennetou-sur-Cher est une gare ferroviaire française de la ligne de Nevers à Tours, située sur le territoire de la commune de Mennetou-sur-Cher, dans le département de Loir-et-Cher, en région Centre-Val de Loire.
C'est une halte ferroviaire de la Société nationale des chemins de fer français (SNCF) desservie par des trains TER Centre-Val de Loire qui effectuent des missions entre Tours et Nevers.
Deux arrêts le matin desservent les gares en direction de Tours à savoir Villefranche-sur-Cher, Gièvres, Selles-sur-Cher, Saint-Aignan Noyers-sur-Cher, Montrichard, Chenonceaux, Bléré-La Croix-en-Touraine et Saint-Pierre-des-Corps. Deux arrêts le soir desservent les mêmes gares en direction de Nevers.
À la fin de 2023, la véloroute du canal de Berry appelée Cœur de France à Vélo passera à quelques mètres en contrebas et pourra être un nouveau point de départ le matin ou d’arrivée le soir pour les cyclistes.

## Situation ferroviaire
Établie à 104 m d'altitude, la gare de Mennetou-sur-Cher est située au point kilométrique (PK) 214,981 de la ligne de Nevers à Tours entre les gares ouvertes de Vierzon-Ville et de Villefranche-sur-Cher.

## Service des voyageurs

### Accueil
Halte SNCF, c'est un point d'arrêt non géré (PANG) à entrée libre. Elle dispose de deux quais latéraux avec abris.

### Desserte
Mennetou-sur-Cher est desservie par des trains TER Centre-Val de Loire qui effectuent des missions entre Tours et Nevers.

### Intermodalité
Il n'y a pas de parking aménagé, mais il est possible de garer des voitures près de l'entrée de la halte.